# Henk Duut
Henk Duut (* 14. ledna 1964, Rotterdam, Nizozemsko) je bývalý nizozemský fotbalový obránce a reprezentant. Část své kariéry strávil v nizozemském klubu Feyenoord, s nímž se stal vítězem nizozemské ligy i poháru.
Po skončení aktivní hráčské kariéry se stal trenérem.

## Klubová kariéra
Duut hrál ve své kariéře za kluby Feyenoord a Fortuna Sittard.

## Reprezentační kariéra
Zúčastnil se Mistrovství světa hráčů do 20 let 1983 v Mexiku, kde byli mladí Nizozemci vyřazeni ve čtvrtfinále svými vrstevníky z Argentiny (prohra 1:2).